# Р321
Автодорога Р321 «Іжевськ-Глазов» — автодорога в Росії, проходить по території Республіки Удмуртії. Довжина дороги 163 км.
Автодорога починається в місті Іжевську, столиці Удмуртії. Проходить на північ через Якшур-Бодьїнський, Ігринський, Балезінський та Глазовський райони, закінчується в місті Глазові. Ділянка між Іжевськом та селом Якшур-Бодья називається Якшур-Бодьїнський тракт.

## Маршрут
Місто Іжевськ
- 0 км — перетин вулиць Пісочної із Студентською;
- 4 км — міст через річку Пазелинка;
- 9 км — мікрорайон Дорожний;
- 11 км — перетин із Північною окружною дорогою;
- 13 км — перетин із федеральною трасою М7[1];

Якшур-Бодьїнський район
- 16 км — колишній присілок Стара Вожойка: міст через річку Вожойка;
- 22 км — міст через річку Іж;
- 23 км — село Селичка: місті через річку Селичка;
- 25 км — село Каніфольний;
- 28 км — дитячий санаторій «Селичка»;
- 31 км — присілок Карашур;
- 35 км — колишній присілок Сосновий;
- 36 км — село Якшур-Бодья;
- 41 км — присілок Якшур;
- 47 км — присілок Солов'ї;
- 49 км — присілок Альман;

Ігринський район
- 56 км — присілок Загребино;
- 63 км — присілок Верх-Нязь: міст через річку Нязь;
- 66 км — село Чутир: міст через річку Чутирка;
- 68 км — присілок Ляльшур: міст через річку Вокошурка;
- 70 км — присілок Нязь-Ворци;
- 73 км — присілок Малі Мазьгі;
- 78 км — присілок Лонкі-Ворци;
- 81 км — присілок Виселок Куш'я;
- 85 км — присілок Сундур;
- 86 км — смт Ігра: перетин з автодорогою Р242;
- 89 км — смт Ігра: перетин із федеральною трасою М7;
- 93 км — присілок Нагорний: міст через річку Лоза;
- 95 км — міст через річку Лучик;
- 99 км — село Факел;

Балезінський район
- 118 км — присілок Ушур;
- 120 км — присілок Кер-Нюра;
- 124 км — присілок Кобиньпі;
- 131 км — присілок Бидипі: міст через річку Юнда;
- 133 км — присілок Шолоково;
- 137 км — смт Балезино;
- 145 км — присілок Кестим: міст через річку Кестимка;

Глазовський район
- 152 км — присілок Октябрський;
- 159 км — присілок Качкашур: міст через річку Сепич;
- 163 км — місто Глазов: перетин Красногорського тракту з Окружним шосе.